# فريدريكا ديريكس
فريدريكا ديريكس (بالهولندية: Frederique Derkx)‏،(مواليد 20 فبراير 1994 في مدينة هييز،شمال برابنت)،هي لاعبة هولندية في رياضة هوكي الحقل.
فريدريكا كانت عضوة في منتخب هولندا لهوكي الحقل للشباب الذي فاز بذهبية الألعاب الأولمبية الصيفية للشباب 2010. كذلك شاركت في كأس العالم لهوكي الحقل 2014 والتي فازت بها هولندا بعد أن تغلبت على منتخب أستراليا في المباراة النهائية.